# رشید بوهنه
رشید بوهنه (عربی: رشيد احمد بوهنة؛ زادهٔ ۲۹ ژوئن ۱۹۹۱) بازیکن فوتبال اهل الجزلیر است.
از باشگاه‌هایی که در آن بازی کرده‌است می‌توان به باشگاه فوتبال مولودیه الجزایر، باشگاه فوتبال قسنطینه، باشگاه فوتبال دونکستر راورز، باشگاه فوتبال داندی یونایتد، باشگاه فوتبال یونیکوس، باشگاه فوتبال استوا بخارست، و باشگاه فوتبال سی‌اف‌آر کلوژ اشاره کرد.
وی همچنین در تیم ملی فوتبال زیر ۲۳ سال الجزایر بازی کرده‌است.